# جنجلة
جنجلة قرية سوريّة تتبع إداريّاً لمحافظة حلب منطقة عفرين ناحية راجو، بلغ تعداد سكانها 344 نسمة حسب التعداد السكاني لعام 2004.